# بن هور: حكاية عن المسيح
بن هور: حكاية عن المسيح (بالإنجليزية: Ben-Hur: A Tale of the Christ)‏ هي رواية بقلم لو والاس، نشرتها دار هاربر أند براذرز في 12 نوفمبر 1888. وتُعد "أحد أكثر الكتب المسيحية تأثيرا في القرن التاسع عشر"، وأصبحت الرواية الأمريكية الأكثر مبيعا، متجاوزة كوخ العم توم للكاتبة هارييت بيتشر ستو (1852). ألهم الكتاب أيضا عدة روايات أخرى تدور في جو الكتاب المقدس واقتبست مرارا في المسرح والسينما. بقيت رواية بن هور الأكثر مبيعا بين الروايات الأمريكية حتى نشر رواية ذهب مع الريح للكاتبة مارغريت ميتشل (1936). أنتجت شركة إم جي إم اقتباسا سينمائيا عن الرواية عام 1959، والذي شاهده عشرات الملايين وفاز بأحد عشر جائزة أوسكار عام 1960، وزادت مبيعات الرواية بعدها لتتجاوز ذهب مع الريح. وتمت مباركة الكتاب من البابا ليو الثالث عشر، وكانت الرواية أول عمل خيالي ينال هذا التكريم. وقد ساعد نجاح الرواية على المسرح والسينما أيضا بجعلها رمزا ثقافيا وشعبيا وتم استخدامها لترويج العديد من المنتجات التجارية.
تروي القصة بالتفصيل مغامرات يهوذا بن هور، وهو أمير يهودي خيالي من القدس تم استعباده من قبل الرومان في بداية القرن الأول الميلادي، وأصبح سائق عربة واعتنق المسيحية. وبالتوازي مع قصة يهوذا تأتي قصة يسوع، الذي يأتي من نفس المنطقة ومن نفس العصر. وتعكس الرواية مواضيع الخيانة، والإدانة، والخلاص، مع قصة عن الانتقام تؤدي إلى قصة عن الحب والحنان.

## ملخص الحكاية
تسرد الرواية حكاية بطل من نسج خيال المؤلف يُدعى يهوذا بن هور؛ رجل يهودي نبيل اُتهم زيفًا بمحاولة اغتيال الحاكم الروماني، ثم استعبده الروم. استعاد يهوذا حريته، وبرع في قيادة العجلات الحربية. تتبدل سمة الحكاية في النهاية من السعي للانتقام إلى الشفقة والمسامحة.
تنقسم الرواية إلى ثمانية أجزاء، وكل جزء مُقسم إلى عدة فصول. يفتتح الجزء الأول برجال الدين المجوس الثلاثة الذين وصلوا إلى بيت لحم فور سماعهم نبأ ولادة المسيح. يتعرف القارئ على شخصية يهوذا لأول مرة في الجزء الثاني عندما عاد صديق طفولته، ميسالا، إلى أورشليم بصفته ضابطًا قياديًا طموحًا في الفيالق الرومانية. أدرك هذان الشابان أن نفوسهما تغيرت وأن آرائهما وطموحاتهما تباعدت وافترقت. وفي أحد الأيام سقطت بلاطة من أعلى سطح منزل يهوذا على الحاكم الروماني أثناء استعراض عسكري، ما أدى إلى وقوعه من على فرسه. اتهم ميسالا يهوذا بأنه حاول اغتيال الحاكم. رغم أن يهوذا كان بريئًا من تلك التهمة وأنه لم يمثل أمام أي محكمة، أرسله الروم إلى سفينة عبيد لمدى الحياة، واعتقلوا أمه وأخته وأرسلوهما إلى سجن روماني حيث أصيبا بالجذام، وصادروا جميع ممتلكات العائلة. قابل يهوذا يسوع المسيح وهو في طريقه إلى سفينة العبيد، وأعطاه المسيح كأسًا من الماء وشجعه على الصبر والمثابرة.
أنقذ يهوذا قبطان السفينة من الموت في الجزء الثالث من الكتاب، وأضحى الاثنان بعد ذلك صديقين، وبذلك نجا يهوذا من محنة العبودية لحسن حظه. اتخذ القبطان يهوذا ابنًا له لاحقًا. سعى يهوذا إلى أن يصبح جنديًا مُدربًا وسائق عجلات حربية. عاد يهوذا إلى بيته في أورشليم في الجزئين الرابع والخامس كي ينتقم من ميسالا ويأخذ بثأر عائلته.
عندما واجه يهوذا مشهد صلب المسيح بعينه، أدرك أن حياة المسيح ترتقي إلى هدف أسمى من الانتقام. اعتنق يهوذا المسيحية بعد سماعه كلام المسيح عن المحبة ومفاتيح المملكة الأعظم من أي مملكة على وجه الأرض. تختتم الرواية بيهوذا وهو يتكفل بنفقات سراديب الموتى في سان كاليكستو حيث يُدفن شهداء المسيحية ويكرمون.

## الشخصيات
- يهوذا بن هور: أمير يهودي ينحدر من عائلة ملكية من مملكة يهودا، وهو ابن إثهامار.[8] استعبده الرومان لبعض الوقت، وأضحى بعدها سائق عجلات حربية وتابعًا للمسيح.
- ميريام: أم يهوذا بن هور.[9]
- تيرزاه: أخت يهوذا الصغرى.[10]
- سيمونايدس: خادم يهودي يبدي الولاء لإثهامار أبو يهوذا. أضحى تاجرًا ثريًا في أنطاكية في وقت لاحق.[11]
- إسثر: ابنة سيمونايدس المتواضعة. تزوجت بيهوذا وأنجبت منه أطفالًا.[12] أطلق المؤلف هذا الاسم على تلك الشخصية الخيالية نسبة لأمه، إسثر فرنش والاس.[13][14]
- مالوخ: خادم سيمونايدس. صار صديقًا ليهوذا.[15]
- عمرة: أمة مصرية وخادمة سابقة لعائلة بن هور.[16]
- ميسالا: رجل نبيل روماني وابن جابي الضرائب الروماني،[17] وهو صديق يهوذا في الطفولة وخصمه.[18]
- إسماعيل: حاكم روماني.[19]
- فاليريوس غراتوس: الحاكم الإمبراطوري الرابع لمقاطعة يهودا الرومانية.[20] اُتهم يهوذا زيفًا بأنه حاول اغتياله.[21]
- كوينتوس أريوس: قائد سفينة الحرب الرومانية. أنقذ يهوذا حياته من الغرق، واتخذه أريوس ابنًا له، ما جعل يهوذا رجلًا حرًا من جديد، ومواطنًا رومانيًا، ووريثًا لأريوس.[22]
- بلطاصر: رجل مصري من بين رجال الدين المجوس الثلاثة الذين ذُكروا في الكتاب المقدس، وبرفقته ملكيور من الهند وغاسبار من اليونان. رحل هؤلاء الثلاثة إلى بيت لحم كي يشهدوا ولادة يسوع الناصري.[23]
- إيراس: ابنة بلطاصر الفاتنة. وقع يهوذا في حبها، لكنها خانته ونبذته. صارت لاحقًا عشيقة ميسالا، وفي النهاية قتلته.[23][24]
- الشيخ إلدريم: رجل أعرابي سمح ليهوذا بأخذ عجلته الحربية ليتسابق بها في أنطاكية.[24][25]
- بيلاطس البنطي: الحاكم الروماني لمقاطعة يهودا الرومانية بعد فاليريوس غراتوس،[26] وهو من أمر بصلب المسيح. أطلق بيلاطس سراح أم يهوذا وأخته من السجن.[27]
- ثورد: رجل شمالي استأجره ميسالا لقتل يهوذا، ولكنه خانه وترك يهوذا على قيد الحياة.[28]
- يسوع الناصري ابن الله، والمسيح، وملك اليهود وهو ابن مريم.[29]
- مريم: أم يسوع وزوجة يوسف الناصري.[30]
- يوسف الناصري: نجار يهودي، زوج مريم، ووالد يسوع المسيح.[31]
- يوحنا المعمدان: أحد تلامذة المسيح.[32]

## السمات الرئيسية
بن هور هي حكاية رومانسية عن رجل يهودي نبيل من نسج خيال المؤلف حاول أن ينقذ عائلته من سوء الحظ وأن يستعيد شرف عائلته في ذات الوقت الذي وقع فيه في حب فتاة يهودية متواضعة تُدعى إسثر. تتمحور فكرة القصة حول الانتقام والتسامح الروحي، وتشمل كذلك فكرة الخلاص المسيحي، وإحسان الرب للناس بواسطة عطف الغرباء. استخلص قراء حقبة العصر المذهب الأمريكي من تلك الرواية فكرة تحقيق الرخاء من خلال التقوى. تتمثل تلك الفكرة في صعود يهوذا من الفقر إلى الثراء، والتحديات التي مثلت أمام سجيته الحميدة، والثواب الذي حصل عليه نتيجة أفعاله الحسنة.

## الأسلوب
يحكي والاس مغامرته من منظور يهوذا بن هور. وفي بعض المواضع يخاطب المؤلف قرائه مباشرةً. أدرك والاس أن المسيحيين قد يبدون استيائهم من قصة خيالية متعلقة بالمسيح، ولذا فقد كان حريصًا على ألا يسيء لأحدهم في كتابه. علق أحدهم على ذلك قائلًا: «تكن الرواية كل الاحترام لمبادئ اليهودية والمسيحية». كتب والاس في مذكراته:
«لن يتسامح العالم المسيحي مع رواية تتخذ المسيح بطلًا لها، وأن على علم بذلك... لم أسمح بأن يكون المسيح ممثلًا في أي مشهد قمت بكتابته. لم أخالف تلك القاعدة إلا عندما أعطى المسيح يهوذا كأسًا من الماء... كنت حذرًا حيال ذلك بشدة؛ لم يتفوه المسيح بكلمة واحدة سوى ما ورد عنه من كتاب سيرته المبجلين».
استعان والاس باقتباسات نسخة الملك جيمس من الكتاب المقدس في كتابة محادثات المسيح. أضاف والاس كذلك مشاهد واقعية تتضمن المسيح وشخصية يهوذا الخيالية، ووصف المسيح وصفًا جسديًا شاملًا على غير المعتاد من أعمال القرن التاسع عشر المستوحاة من الكتاب المقدس. ذكر والاس في روايته أن يهوذا «رأى وجهًا لم ينساه قط... وجه ولد في مثل عمره، يحجب شعره البني المصفر وجهه من الشمس. وجه مضيء بعينين زرقاوتين في غاية الرقة والجمال، مليئتين بالحب، ومتوهجتين بالقداسة، يضفيان على من يحوزهما العزم وملكة القيادة».

## روابط خارجية
- بن هور: حكاية عن المسيح على موقع الموسوعة البريطانية (الإنجليزية)